# FK Litoměřicko
FK Litoměřicko z.s. je fotbalový klub z Litoměřic, účastník krajského přeboru. Byl založen v roce 1919.

## Historie
Fotbalový klub v Litoměřicích byl založen v roce 1919 jako SK Litoměřice. V dobách 2. světové války byl přejmenován na SK Chladírny a mrazírny Litoměřice. Po celou tuto dobu se klub pohyboval na úrovni oblastních soutěží severních Čech. Po komunistickém převratu v roce 1948 došlo ke sloučení a přejmenování všech sportovních klubů a proto v roce 1952 došlo k přejmenování tohoto klubu na TJ Slavoj Litoměřice. Po celou dobu však klub působil pouze v krajských soutěžích. Výjimkou jsou roky 1970 - 1972, a potom v letech 1975–1995, kdy klub působil v divizi.
Od roku 1993 vystupuje klub pod současným názvem FK Litoměřice. V roce 1995 klub sestoupil zpět do krajského přeboru, odkud po třech letech postoupil zpět do divize, ze které sestoupil v roce 2003, do divize se pak klub vrátil až v roce 2014 a tam působil až do roku 2016. Před sezónou 2016/17 klub odkoupil licenci od postupujícího ASK Lovosice a poprvé v historii se tak hrála v Litoměřicích Česká fotbalová liga. V ní vydrželi dvě sezony, po kterých se klub potýkal s finančními problémy a spadl do krajského přeboru.

## Známí odchovanci
Mezi známá jména, které vychoval zdejší klub patří: Antonín Rosa, Antonín Rosa ml., Vladimír Puhlovský, Miroslav Slapnička, Zdeněk Ludwig, Jiří Marič, nebo také alžírský reprezentant Roman Tolde.

## Historické názvy
- 1919 – SK Litoměřice (Sportovní klub Litoměřice)
- 194. – SK Chladírny a mrazírny Litoměřice (Sportovní klub Chladírny a mrazírny Litoměřice)
- 1952 – TJ Slavoj Litoměřice (Tělovýchovná jednota Slavoj Litoměřice)
- 1993 – FK Litoměřice (Fotbalový klub Litoměřice)
- 2016 – FK Litoměřicko (Fotbalový klub Litoměřicko)[5]